# Enterprise NX-01
NX-01 Enterprise – fikcyjny okręt kosmiczny, występujący w serialu Star Trek: Enterprise. Enterprise jest flagowym okrętem Ziemi i pierwszym okrętem Klasy NX, zdolnej osiągnąć prędkość warp 5. Jego dowódcą jest Kapitan Jonathan Archer.

## Układ statku
| Nazwa pokładu | Ważniejsze lokacje                                                                                           |
| ------------- | --- |
| A             | mostek, pokój odpraw                                                                                         |
| B             | kwatery starszych oficerów, kwatery załogi (częściowo)                                                       |
| C             | maszynownia (górny poziom), kwatery załogi (częściowo), sala gimnastyczna                                    |
| D             | maszynownia, transporter towarowy, stołówka (główna sala), komora dekontaminacyjna, kwatery załogi           |
| E             | ambulatorium, stołówka (dolny poziom), areszt, kwatera kapitana, mesa kapitańska, kwatery załogi (częściowo) |
| F             | wyrzutnie torped, zbrojownia                                                                                 |
| G             | kwatery VIP dla gości, sensory                                                                               |

## Historia

### Początki
Enterprise wykorzystywał przełomową technologię wynalezioną przez dr Zeframa Cochrane'a. Gdy w 2119 powstał Kompleks Warp 5 (Warp 5 Complex) naukowiec Henry Archer zapoczątkował prace nad okrętem wyposażonym w napęd zdolny osiągać prędkość warp 5. Sam Archer tego nie doczekał, jednak w hołdzie zmarłemu fotel kapitański powierzono Jonathanowi Archerowi – synowi Henry’ego.
Pierwszą misją Enterprise było odwiezienie Klingona Klaanga na jego rodzimą planetę – Qo'noS. Z tego powodu statek został wcześniej niż planowano wypuszczony z doku – 16 kwietnia 2151 roku – lecz miał zaraz po tym powrócić na Ziemię. Misję skomplikował fakt, że Klaang został porwany. Pomimo sprzeciwu nowego pierwszego oficera – T’Pol – Archer postanowił odszukać porywaczy i odbić Klanga, trafiając najpierw na planetę Rigel IX. Dowiedział się wtedy m.in., że w sprawę zamieszani są ludzie z przyszłości, a całe porwanie jest wynikiem konfliktu zbrojnego nazywanego Zimną Wojną Temporalną. Śledząc statki Suliban trafiają następnie do mgławicy spiralnej, gdzie przytrzymywany jest Klaang. Nawiązuje się tam walka Archera z Silikiem – przywódcą Suliban. Dzięki swoim genetycznym ulepszeniom Silik pokonuje Archera, który zostaje przetransportowany na Enterprise w ostatniej chwili przed oddaniem strzału przez Silika.
Mimo znacznych przeszkód Archerowi udaje się odnaleźć Kilngona i odwieźć go do domu. Po zakończeniu misji Dowództwo Floty, zachęcone sukcesem misji, uznało, że nie warto zawracać Enterprise – tak rozpoczęła się nowa misja eksploracji kosmosu.

### Misja eksploracyjna (sezony 1-2)
Dwa tygodnie po oficjalnym rozpoczęciu misji Enterprise dokonał pierwszego kontaktu z rasą zwaną Axanarianami. Miało to miejsce w dość nietypowych okolicznościach, ponieważ Enterprise napotkał statek pełen ciał Axanarian zabitych przez rasę piratów. Gdy piraci powrócili nawiązała się krótka strzelanina, jednak obcy okazali się lepiej uzbrojeni. Z odsieczą Enterprise przybyli Axanarianie, którzy zniszczyli statek obcych.
Podczas badania pewnej mgławicy Enterprise natrafił na statek pełen pielgrzymów, dla których mgławica była miejscem kultu religijnego. Archer zaprasza ich na pokład. Członek obsługi pokładowej mesy – Załogant Daniels – mówi Archerowi, że Silik, Suliban, który porwał Klaanga podczas pierwszej misji Enterprise, jest na pokładzie i podszywa się za jednego z pielgrzymów. Mówi też, że on sam jest Agentem Temporalnym, pochodzi z XXXI wieku i walczy w Wojnie Temporalnej. Archer decyduje się mu pomóc w odznalezieniu Silika. Gdy zostaje zdemaskowany nawiązuje się walka w której Daniels ginie, a Silkowi udaje się uciec.
Między sierpniem a wrześniem 2151 Enterprise został zaatakowany przez obcych raniących dwóch członków załogi. Po tym incydencie Kapitan Archer stwierdził, że Enterprise nie jest odpowiednio uzbrojony i rozkazał obrać kurs z powrotem na Ziemię, by zamontować działa plazmowe, które w wyniku przedwczesnego startu nie zostały zainstalowane. W trakcie lotu Tucker postanawia jednak, że zacznie je sam montować. W międzyczasie obcy ponownie uderzają poważnie uszkadzając gondole warp, co uniemożliwiło dalszy lot. Spodziewający się kolejnego ataku Archer każe przyśpieszyć prace nad działami. Gdy obcy przygotowują się do trzeciego ataku broń jest już gotowa. Poważnie uszkadza statek obcych, któremu jednak udaje się uciec.
10 miesięcy po rozpoczęciu misji jej dalszy los zawisnął na włosku. Enterprise miał odwiedzić górniczą kolonię – planetę Paaragan 2 – w atmosferze której była tetrazyna – łatwopalny gaz, będący produktem ubocznym kopalni. Z tego powodu przy locie promem trzeba było zastosować się do specjalnych procedur bezpieczeństwa. Jednak mimo to podczas lotu nastąpił zapłon, który wypalił całą kolonię, zabijając 3700 kolonistów. Dowództwo Gwiezdnej Floty za namową Ambasadora Sovala postanowiło odwołać misje na 10-20 lat. Enterprise miał spotkać się z wolkańskim statkiem za dwa dni. Załamanego Archera odwiedza załogant Daniels mówiąc mu, że ta katastrofa nigdy nie powinna się wydarzyć, ponieważ została spowodowana ingerencją temporalną, prawdopodobnie mającą na celu odwołanie misji Enterprise. Na sąsiedniej planecie Układu Paaragan znajduje się statek Suliban wraz z dowodami na niewinność załogi Enterprise. Daniels przekazuje Archerowi plany statku oraz pokazuje mu jak go wykryć. Po krótkiej, lecz bardzo skutecznej akcji, Enterprise pędzi już w stronę Wolkańskiego okrętu z dyskami zawierającymi informacje o spreparowaniu promu Enterprise przez Suliban. Jednak Enterprise dopadają dziesiątki doskonale uzbrojonych statków Suliban; wynikiem konfrontacji z nimi byłoby niechybnie zniszczenie Enterprise. Silik mówi, że nie zniszczy Enterprise, gdy Archer podda się i uda się do śluzy, przy której czeka jeden z ich statków. Archer zgadza się, jednak gdy jedzie tam windą zostaje przeniesiony do XXXI wieku. Tam Daniels mówi mu, że to on go tu przeniósł i tym samym popełnił ogromną pomyłkę, ponieważ brak Archera w przeszłości całkowicie zmienił przyszłość. Spowodował m.in. brak powstania Federacji. Co gorsza, Daniels nie może odesłać go z powrotem, bo wszystkie urządzenia do podróży w czasie nigdy nie powstały. W tej sytuacji Daniels postanawia spróbować przerobić komunikator Archera tak, by można było nadać z niego wiadomość do XXII wieku. Tymczasem Sulibanie, zirytowani brakiem Archera, dokonują abordażu, przejmującym tym samym Enterprise i zamykając całą załogę w kwaterach. Następnie obierają kurs na stacje w mgławicy spiralnej znanej z odcinka pilotowego serialu. Archerowi udaje się skontaktować z T’Pol. Mówi jej, że w dawnej kwaterze Danielsa znajduje się urządzenie, dzięki któremu może przedostać się do tego wieku.

### Misja w Obszarze (sezon 3)
W Kwietniu 2153 roku Ziemią wstrząsnął kataklizm. Niewielka, prototypowa sonda wyposażona w działo o ogromnej sile utworzyła w ziemi rów szeroki na 4 kilometry, rozciągający się od Florydy aż po Wenezuelę. W efekcie tego zginęło 7 milionów osób. Dowództwo Floty zdecydowało się ściągnąć Enterprise na Ziemię. W czasie podróży, z kapitanem Archerem skontaktował się Silik od którego dowiedział się, że za atakiem stoi rasa zwana Xindi, pochodząca z nieznanej części galaktyki – Obszaru Delfickiego. Rasę tą ludzie mają rzekomo wymordować w XXVI wieku. Po powrocie na Ziemię – mimo apelu ambasadora Sovala i informacji o wielu zaginionych Wolkańskich statkach w Obszarze – Archerowi udało się przekonać Gwiezdną Flotę, by zgodziła się wysłać Enterprise. Przed tą misją znacznie ulepszono uzbrojenie statku – dobudowano trzy działa plazmowe oraz tak zmodernizowano wyrzutnie torped, aby mogły korzystać z najnowszych torped fotonicznych. Oprócz tego do załogi dołączył elitarny oddział wojskowy – MACO – który miał wspomóc grupę ochrony statku przy trudniejszych zadaniach.
Po wielu miesiącach walk z Xindi i poszukiwań, Enterprise dotarł wreszcie do kluczowego układu, Azati Prime, miejsca budowy broni. Nie udało się jej zniszczyć, jednak Archer przeszedł do dyplomacji – wyjaśnił, że kilka tygodni temu dowiedział się, że ludzie nie zniszczą Xindi, ale międzywymiarową rasę Twórców Sfer, którzy planują inwazję z Obszaru na całą znaną przestrzeń. Początkowo Xindi nie wierzyli Archerowi. Dzięki poparciu jednego z nich – Degry – udało im się odciągnąć ich od planów zniszczenia planety. Dwie rasy Xindi nie zgadzały się jednak z tym poglądem i postanowiły samodzielnie, bez zgody pozostałych, porwać broń. Enterpise z pomocą floty innych Xindi zniszczył broń, zaledwie kilka godzin przed dotarciem do Ziemi. Xindi w podziękowaniu za uświadomienie prawdy „podwieźli” Enterpise do domu.